# NGC 5201
NGC 5201 ist eine 13,2 mag helle spiralförmige Radiogalaxie vom Hubble-Typ „S?“ im Sternbild Großer Bär. Sie ist schätzungsweise 398 Millionen Lichtjahre von der Milchstraße entfernt und hat einen Durchmesser von etwa 200.000 Lj.
Das Objekt wurde am 14. April 1789 von Wilhelm Herschel mit einem 18,7-Zoll-Spiegelteleskop entdeckt,  der sie dabei mit „pF, pS, R, vgbM“ beschrieb.